# Casa del Pedró
Casa del Pedró és un habitatge del municipi de l'Escala inclòs en l'Inventari del Patrimoni Arquitectònic de Catalunya.

## Descripció
Situada dins del nucli urbà de la població de l'Escala, al bell mig del turó del Pedró, a la part oest del terme. Presenta accessos a la plaça del mirador del Pedró i al carrer Vilabertran.
Gran edifici aïllat envoltat de jardí, que es troba format per diversos cossos rectangulars, que li confereixen una planta irregular. L'edifici principal presenta la coberta de dues vessants i està distribuït en planta baixa i dos pisos. Les obertures són rectangulars, a la primera planta emmarcades amb pedra. Al pis superior hi ha una allargada finestra dividida per columnes amb capitells sense decorar. Per la banda nord se li adossa un cos de dues plantes amb terrassa a la part superior, del que destaca un porxo d'arcs de mig punt, sostinguts per columnes quadrades amb capitells decorats. Als laterals hi ha dos cossos més, formats per una sola planta i amb terrassa al nivell de la primera planta. El cos situat a ponent presenta tres portals d'arc rebaixat adovellats, que donen accés als garatges de la casa. El cos de llevant, en canvi, presenta un porxo obert a la planta baixa, al que donen accés dues grans arcades rebaixades emmarcades amb carreus de pedra. Per la banda sud, tancant el nucli central de l'edifici, hi ha un cos de més alçada que la resta, amb coberta de dues aigües. Als costats d'aquest últim cos hi ha dos edificis més, amb coberta de dues vessants, un dels quals té una gran terrassa al nivell del primer pis.
Tota la construcció es troba arrebossada i pintada d'una tonalitat rosada.